# 毛过山龙
毛过山龙（学名：Rhaphidophora hookeri）为天南星科崖角藤属的植物。

## 分布
分布在孟加拉、越南、印度东北部、锡金、泰国以及中国大陆的广西西部、贵州南部、四川南部、广东南部、云南等地，生长于海拔280米至2,200米的地区，多生于山谷密林中，目前尚未由人工引种栽培。

## 名称
本种有记录的中文俗名有：大岩藤（四川盐边）、过山龙（云南西双版纳）、大百部还阳、龙咀草（云南保山）等。
其学名种加词则是为了纪念模式标本的采集者——英国植物学家约瑟夫·道尔顿·胡克，他对喜马拉雅山区植物研究有重大贡献。